# Löwenhaupt
Der Löwenhaupt ist ein Berg in Namibia mit einer Höhe von 1974 m. Der Berg liegt in den Erosbergen, rund 8 km östlich von Windhoek.